# Arthur Zwane
Arthur Zwane (* 20. September 1973 in Johannesburg) ist ein ehemaliger südafrikanischer Fußballspieler. Der Mittelfeldspieler spielte zuletzt bei den Kaizer Chiefs. Er war südafrikanischer Nationalspieler.
Er begann seine Karriere 1995 bei Jomo Cosmos. Anschließend spielte er jeweils relativ kurz für Santos Kapstadt, Orlando Pirates, wieder Jomo Cosmos, AmaZulu Durban, Dynamos Giyani und Tembisa Classic. Für die Saison 2000/01 wurde er dann von den Kaizer Chiefs verpflichtet, bei denen er zehn Jahre bis 2010 unter Vertrag stand. In der Zeit gewann der Klub 2001 den Afrikapokal der Pokalsieger und 2004 und 2005 die südafrikanische Meisterschaft. Allerdings wurde Zwane Anfang 2004 nach einem positiven Dopingtest auf Methyltestosteron für sechs Monate gesperrt.
Zwischen 2000 und 2005 wurde Zwane neunmal in die südafrikanische Nationalmannschaft berufen.